# تیم ملی بسکتبال زنان صربستان
تیم ملی بسکتبال زنان صربستان ( صربی: Женска кошаркашка репрезентација Србије / Ženska košarkaška reprezentacija Srbije) نماینده صربستان در مسابقات بین‌المللی بسکتبال زنان است و توسط فدراسیون بسکتبال صربستان اداره می شود .

## نگارخانه

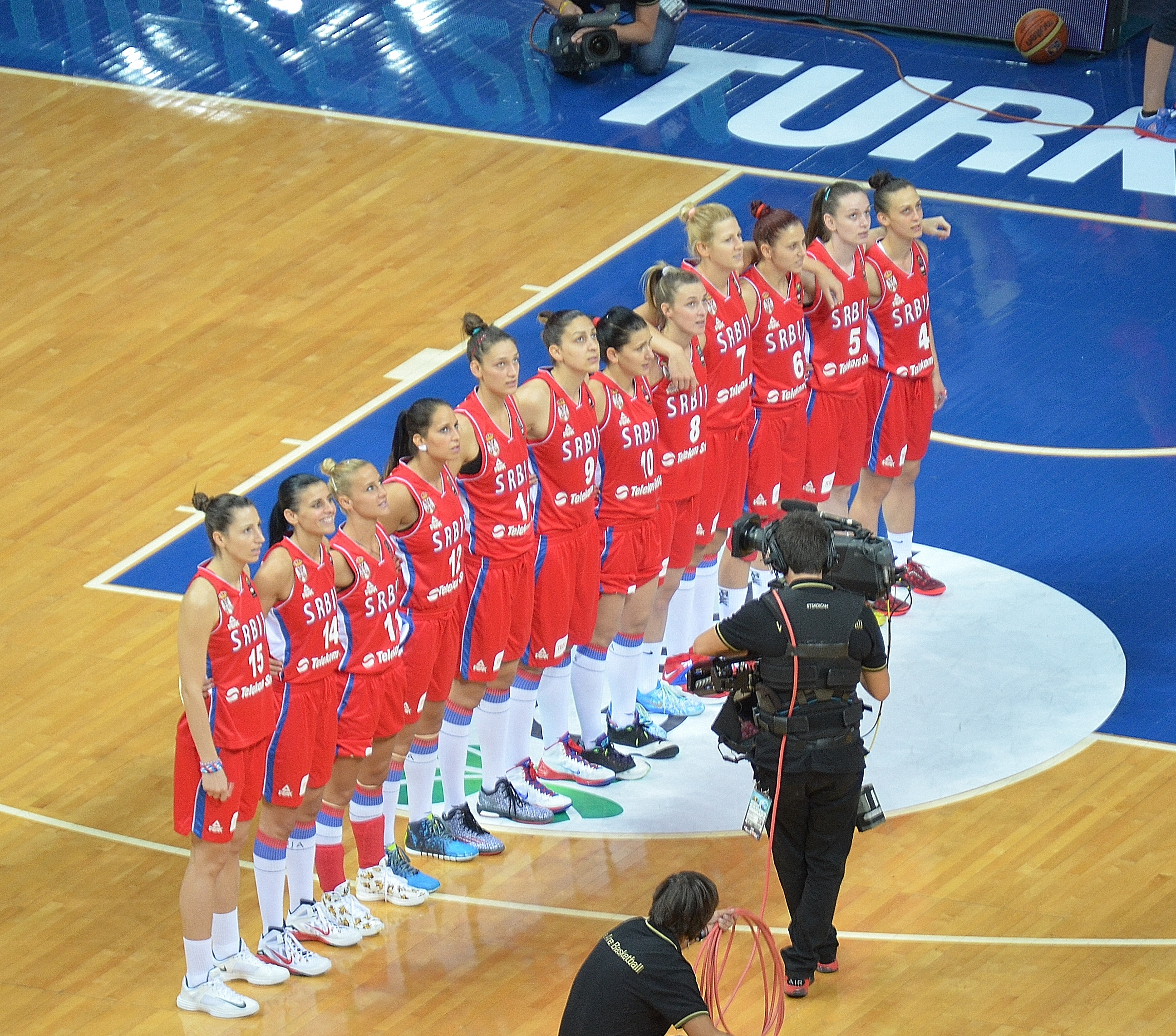
تیم صربستان در مسابقات جام جهانی زنان ۲۰۱۴
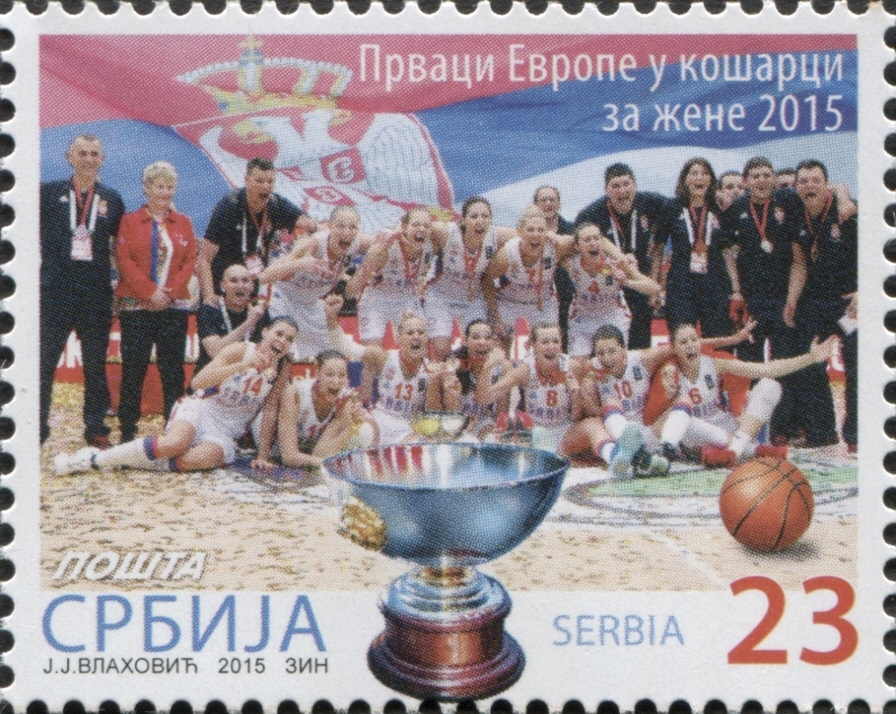
تمبر صربستان در سال ۲۰۱۵